# Menschen gegen Monster
Menschen gegen Monster ist eine Naturdokumentation, welche 2003 von der BBC veröffentlicht wurde. Das zentrale Thema der Dokumentation ist das große Artensterben vieler Großtiere während des Endes des Pleistozäns und des Mittelalters in Amerika, Australien und Neuseeland. 2003 wurde die Dokumentation in Großbritannien erstmals ausgestrahlt, die deutsche Erstausstrahlung fand am 27. November 2003 auf NDR statt. Ähnlich wie bei der Serie Wildes Amerika – Zeugen der Eiszeit, welche 2002 erschien, wurden in der Dokumentation ausgestorbene Großtiere entweder durch CGI (z. B. Kurznasenbär) oder durch Live-Acting dargestellt (z. B. Amerikanischer Löwe).

## Handlung
Die Dokumentation besteht aus drei Teilen, „Kampf um Amerika“, „Kampf um Australien“ und „Kampf um Neuseeland“. Am Anfang jeder Folge treffen die Vorfahren von Ureinwohnern in einem neuen, bisher vom Menschen unberührten Gebiet ein, in welchem sich heute ausgestorbene Tiere (z. B. Wollhaarmammuts oder Moas) aufhalten. Nachdem ihre Versuche, sich in dieser neuen Welt zu behaupten, dargestellt werden, wird das Aussterben der vielen Großtiere im neuen Land gezeigt. Für dieses werden verschiedene Faktoren zur Erklärung herangezogen, unter anderem auch die Overkill-Hypothese, welche die Ureinwohner als Ursache für das Aussterben der Großtiere betrachtet.

### Kampf um Amerika
Zu Beginn dieser Folge wird der Zuschauer Zeuge der Beerdigung eines Kindes einer Paläoindianerin. Darauf folgt eine Rückblende, in welcher gezeigt wird, wie die aus Sibirien stammende Familie der Paläoindianerin über Beringia vor 11.000 Jahren erstmals amerikanischen Boden betritt. Hier finden sie viele Tiere vor, welche sie bereits aus Sibirien kennen, z. B. Wollhaarmammuts, doch es gibt auch viele Tiere, die sie noch nie zu Gesicht bekommen haben, etwa Smilodon, eine Säbelzahnkatze, welche nachts ihr Lager angreift, oder den Kurznasenbär, der ein Mitglied der Familie tötet. Als die Protagonistin und ihr Bruder ein Paramylodon betrachten, wird dieses von Clovis-Menschen getötet. Erschrocken rennen die beiden zum Lager und erzählen ihrer Familie von den scheinbar überlegenen Fremdlingen. Als diese eintreffen, verläuft die Begegnung viel friedlicher als befürchtet. Gemeinsam bringen die beiden Gruppen ein Wollhaarmammut zur Strecke. Doch nur kurze Zeit später sind viele Großtiere verschwunden, die ihre Nahrungsgrundlage waren. Außerdem stirbt das junge Kind der Protagonistin. Am Ende der Episode wird dem Zuschauer gezeigt, wie weiße Siedler in Amerika Millionen Bisons erschießen.
- Wollhaarmammut ( Mammuthus primigenius)
- Amerikanisches Mastodon (Mammut americanum)
- Homotherium
- Smilodon
- Kurznasenbär (Arctodus sp.)
- Amerikanischer Löwe (durch Löwin dargestellt)
- Dall-Schaf
- Paramylodon
- Steppenbison (durch amerikanisches Bison dargestellt)
- Rentier
- Saiga
- Vielfraß
- Wolf
- Schneeschuhhase
- Wildpferd (Durch Przewalski-Pferd dargestellt)
- Amerikanisches Zebra
- Camelops (Durch Dromedar dargestellt)

In dieser Episode werden viele animierten Tiermodelle aus Wildes Amerika – Zeugen der Eiszeit wiederverwendet, so beispielsweise der Kurznasenbär, das Wollhaarmammut oder das amerikanische Mastodon.

### Kampf um Australien
In dieser Folge folgt der Zuschauer einer Gruppe früher Aborigines, welche den australischen Kontinent vor 65.000 Jahren von der indonesischen Timorsee aus erreicht haben. Dieses neue Land bietet ihnen viele Möglichkeiten. Es gibt dort beispielsweise sehr viele Großtiere, etwa Rote Riesenkängurus, den flugunfähigen Riesenvogel Genyornis oder Diprotodon, einen riesigen Wombat. Es gibt aber auch gefährliche Raubtiere auf dem Kontinent, beispielsweise wird ein Mitglied der Familie Opfer eines Salzwasserkrokodils. Als die Gruppe einige Eier eines Genyornis-Weibchens stehlen möchte, begegnet sie dem riesigen Waran Megalania, welcher die Eier verspeist. Bei einer weiteren Jagd wird einer der Männer von Megalania getötet. Anschließend wird gezeigt, wie die Vorfahren der Aborigines das Feuer gebrauchen, um die Landschaft Australiens umzugestalten, was auch zum Aussterben zahlreicher Großtiere wie Megalania oder Diprotodon führt.
- Riesenkänguru
- Diprotodon
- Varanus priscus ( als „Megalania“ beschrieben)
- Genyornis
- Riesenwaran
- Weberameisen
- Leistenkrokodil ( als „Salzwasserkrokodil“ beschrieben)
- Emu
- Braunschlange
- Kakadus
- Kragenechse

### Kampf um Neuseeland
Am Anfang dieser Episode erkundet ein Maori-Entdecker Neuseeland mit seiner Frau. Diese wird dabei von einem Haastadler getötet. Als er wieder in Polynesien ist, berichtet er den anderen Maori von einem fruchtbaren Land, woraufhin diese das Land gemeinsam mit ihren Haustieren, Hunden und pazifischen Ratten, betreten und symbolisch in Besitz nehmen. Zunächst ist die Existenz in Neuseeland schwer. Viele der Pflanzen, die die Maori mitgebrachten haben, können im kalten neuseeländischen Klima nicht gedeihen. Hinzu kommt, dass die Maori erste Kontakte mit dem gefährlichen Haastadler machen, welcher eine junge Frau tötet. Doch schon bald entdecken die Maori die vielen Chancen, die ihnen die Inseln bieten, beispielsweise sammeln sie die Eier des Riesenmoas Dinornis oder jagen die Tiere in großem Stil. Daraufhin beginnen die Moas aus Neuseeland zu verschwinden, was auch zum Aussterben des Haastadlers führt. Die Maori verbrennen die Wälder nun großflächig, um Farnwurzeln anbauen zu können. Durch die Nahrungsknappheit kommt es zu kriegerischen Auseinandersetzungen zwischen den Maoristämmen. Am Ende der Episode wird erklärt, wie fremde Spezies durch die Menschen heutzutage auch die entlegensten Orte der Welt erreichen können und wie die Menschen die Ressourcen ihrer Heimat ausbeuten. Außerdem wird gezeigt, wie sich heutige Maoris für den Schutz der Natur einsetzen.
- Riesenmoa (Dinornis)
- Haastadler (Hieraaetus moorei, als Harpargornis bezeichnet, durch Harpyie dargestellt)
- Snaresinselpinguin
- Pazifische Ratte
- Kleine Neuseelandfledermaus
- Rotschwanz-Rabenkakadu
- Kakapo
- Brückenechse
- Kiwi
- Sumatranashorn
- Pottwal

In dieser Episode werden auch Clips aus Die Erben der Saurier, Im Reich der Urmenschen und Wildes Amerika – Zeugen der Eiszeit gezeigt.

## Weiterführende Informationen
Weblinks
- Menschen gegen Monster bei IMDb
- Menschen gegen Monster bei BBC programmes ( Englisch)
- Menschen gegen Monster bei tvguide.com

Literatur
- Ted Oakes: Menschen gegen Monster (ins Deutsche übersetzt von Sebastian Vogel), VGS, Köln 2003, ISBN 3-8025-1560-9.

Belege
1. ↑  BBC – Science & Nature – Monsters We Met – FAQ. Abgerufen am 12. Januar 2021.
2. ↑  imfernsehen GmbH & Co KG: Menschen gegen Monster Folge 2: Kampf um Australien. Abgerufen am 12. Januar 2021.
3. ↑  imfernsehen GmbH & Co KG: Menschen gegen Monster Folge 1: Kampf um Amerika. Abgerufen am 12. Januar 2021.
4. ↑  imfernsehen GmbH & Co KG: Menschen gegen Monster Folge 2: Kampf um Australien. Abgerufen am 12. Januar 2021.
5. ↑  imfernsehen GmbH & Co KG: Menschen gegen Monster Folge 3: Kampf um Neuseeland. Abgerufen am 12. Januar 2021.
6. ↑  BBC – Science & Nature – Monsters We Met – About the series. Abgerufen am 12. Januar 2021.
7. 1 2  BBC – Science & Nature – Monsters We Met – About the series. Abgerufen am 12. Januar 2021.